# Jean-François de Robles
Jean-François ou François de Robles (né à Lille vers 1595 mort le 18 mai 1659) est un ecclésiastique qui fut  évêque d'Ypres de 1654 à 1659.

## Biographie
François de Robles nait à Lille aumonier de l'archiduc Léopold-Guillaume de Habsbourg gouverneur général des Pays-Bas espagnols
il est nommé évêque d'Ypres dès 1652 après une vacance de cinq ans du siège épiscopal mais il n'est confirmé et consacré par l'évêque de Gand que deux ans plus tard.